# Frankie Avalon
Frankie Avalon (Philadelphia (Pennsylvania), 18 september 1940) is een Amerikaanse zanger en acteur. Hij werd geboren als Francis Thomas Avallone en begon al op 12-jarige leeftijd met televisieoptredens, in eerste instantie omdat hij goed trompet speelde.
Zeven jaar later, in de jaren 50, was hij een tieneridool voor vele jonge dames. Zijn beroemdste lied was Venus, dat werd uitgebracht op het label Chancellor. Zowel Venus als Why bereikten de nummer 1-positie in de Billboard Hot 100.
In de jaren 60 werd hij bekend door zijn rollen in verschillende strandfilms, waarin hij samen met Annette Funicello de hoofdrol speelde. Hij speelde ook in Skidoo en The Million Eyes of Sumuru. In 1977 speelde en zong hij in de filmhit Grease, waarin hij het nummer Beauty School Dropout vertolkte.
In 1986 maakten Avalon en Funicello opnieuw een film, Back to the Beach. Hij speelde daarna in meerdere films en televisieseries, onder andere in Full House. Daarna begon hij de cosmetica- en verzorgingslijn Frankie Avalon Products en speelde hij zichzelf in Casino in 1995.
In 2009 trad hij op bij American Idol.
Avalon woont in Thousand Oaks.

## Discografie

### Singles
| Single met hitnotering(en) in oude hitlijsten | Datum van verschijnen | Datum van binnenkomst | Hoogste positie | Aantal maanden | Opmerkingen | Bron                 |
| --------------------------------------------- | --------------------- | --------------------- | --------------- | -------------- | ----------- | -------------------- |
| Venus                                         |                       | jul 1959              | 14              | 1M             |             | Muziek Expres Top 15 |
| Why                                           |                       | apr 1960              | 10              | 2M             |             | Elseviers Weekblad   |
| Why                                           |                       | apr 1960              | 14              | 1M             |             | Muziek Expres Top 15 |

| Single met eventuele hitnotering(en) in de Nederlandse Top 40 | Datum van verschijnen | Datum van binnenkomst | Hoogste positie | Aantal weken | Opmerkingen |
| ------------------------------------------------------------- | --------------------- | --------------------- | --------------- | ------------ | ----------- |
| Venus                                                         |                       | 20-3-1976             | tip             |              |             |

## Trivia
Frankie Avalon wordt vernoemd in het nummer Teenage Icon van de band The Vaccines. In het refrein wordt gezongen: "I'm no teenage icon, I'm no Frankie Avalon".
Ook wordt hij vernoemd in het nummer Old School Hollywood van de band System of a Down: "Old school Hollywood baseball, Me and Frankie Avalon".